# Cytospora oxyacanthae
Cytospora oxyacanthae är en svampart som beskrevs av Ludwig Rabenhorst 1858. Cytospora oxyacanthae ingår i släktet Cytospora och familjen Valsaceae.   Inga underarter finns listade i Catalogue of Life.